# 육십령터널
육십령터널(Yuksimnyeong Tunnel)은 경상남도 함양군 서상면 금당리와 전북특별자치도 장수군 장계면 오동리를 잇는 총 연장 3.1km로, 폭은 12.5m이다. 통영대전고속도로의 편도 2차로의 쌍굴 터널이자 가장 긴 최장 터널이다. 통영 기점 128.1km에서 시작하여 131.3km에서 끝난다.

## 연혁
- 2001년 11월 21일 : 통영대전고속도로 함양 ~ 무주 구간 개통.
- 동일 노선상에 개통한 나트륨등과 형광등의 조합을 사용했던 오로지 나트륨을 2020년에 모든 조명이 LED로 교체.

## 구조
실제로는 민령의 하부에 있으나, 문경새재터널처럼 보다 유명한 고개를 따서 명명했다. 일제강점기 당시에 공사도중 대삼선 터널 굴착을 위한 사갱이 발견되어 통영 시점에서 환기 시스템으로 재시공해 활용하였다.
시공사였던 주식회사 한신공영은 육십령터널 착공 6개월 전인 1997년 5월 현장답사 중 산중턱에서 폐갱의 입구를 발견했고 대삼선 시공 당시 민령터널을 굴착 준비를 위한 사갱임을 확인하여 민령터널 본선은 육십령터널에서 약 70m 아래를 지나가는 것으로 설계되었으나 시공하지 않았고 사갱으로 굴착 작업을 하다가 중단된 것이다. 사갱은 폭 4.4m, 높이 2.5m, 길이 175m에 22도 경사로 대전 방향 터널의 기점 630m 지점에서 오른쪽 아래 모서리에서 스쳐지나가듯이 교차하는 것으로 밝혀졌다. 약 2,000톤의 물이 고여있어 한달동안 작업을 거쳐 배수했다.
전기 집진기와 제트팬을 설치하고 터널 상부에 집진갱을 설치하려던 본래 설계를 민령터널 사갱을 활용해 송배기관으로 변경하여 재시공하면서 10억원의 시공비를 절감하고 중장기적으로 유지관리비를 절감하며 환기처리 능력을 향상시킬 수 있게 되었다.

## 같이 보기
- 통영대전고속도로
- 육십령
- 김삼선